# Chiesa di Sant'Udalrico (Lavis)
La chiesa di Sant'Udalrico è la parrocchiale di Lavis in Trentino. Rientra nella zona pastorale di Mezzolombardo dell'arcidiocesi di Trento e risale al XIII secolo.

## Storia

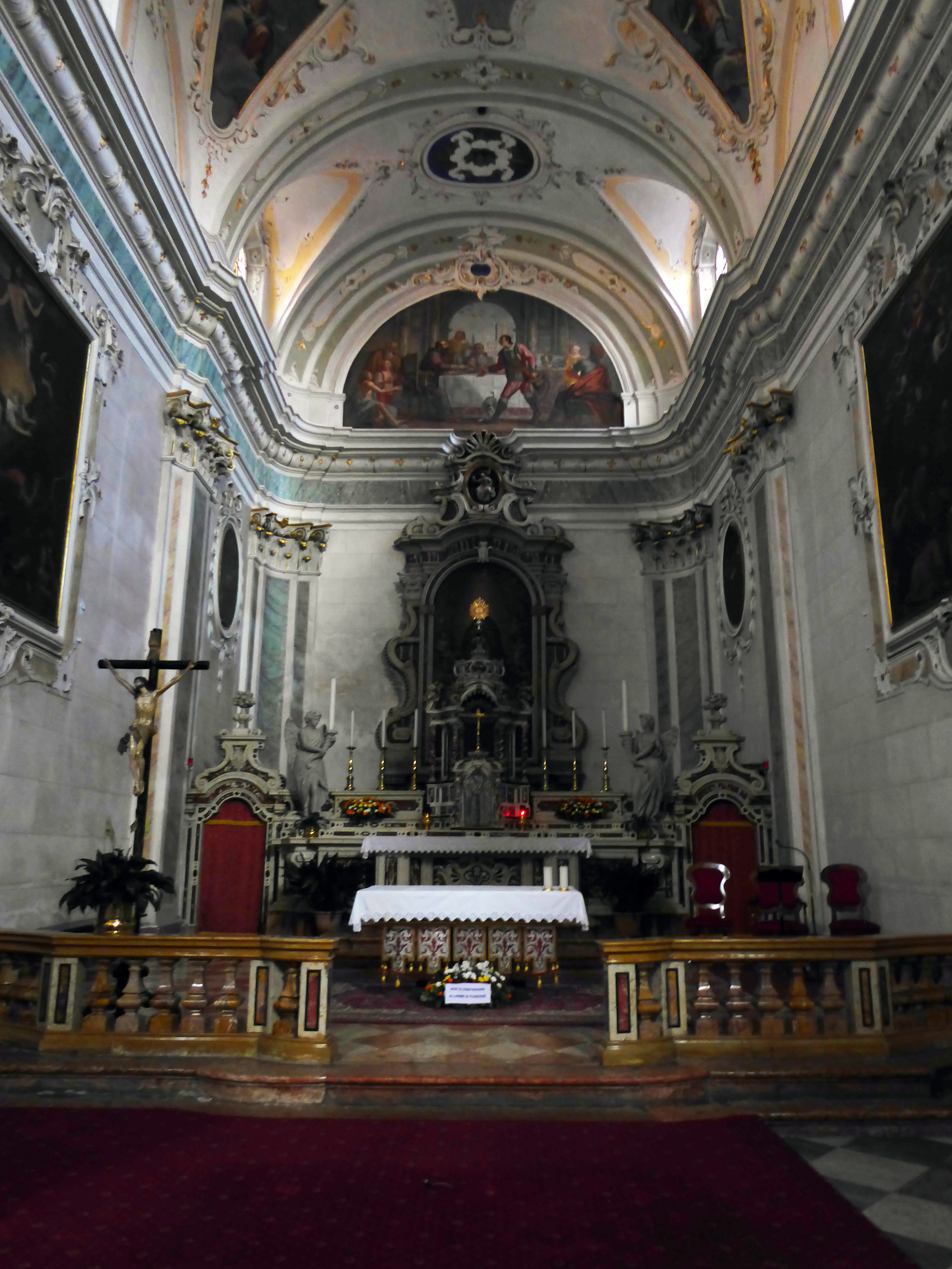
Presbiterio dopo i lavori di adeguamento liturgico.

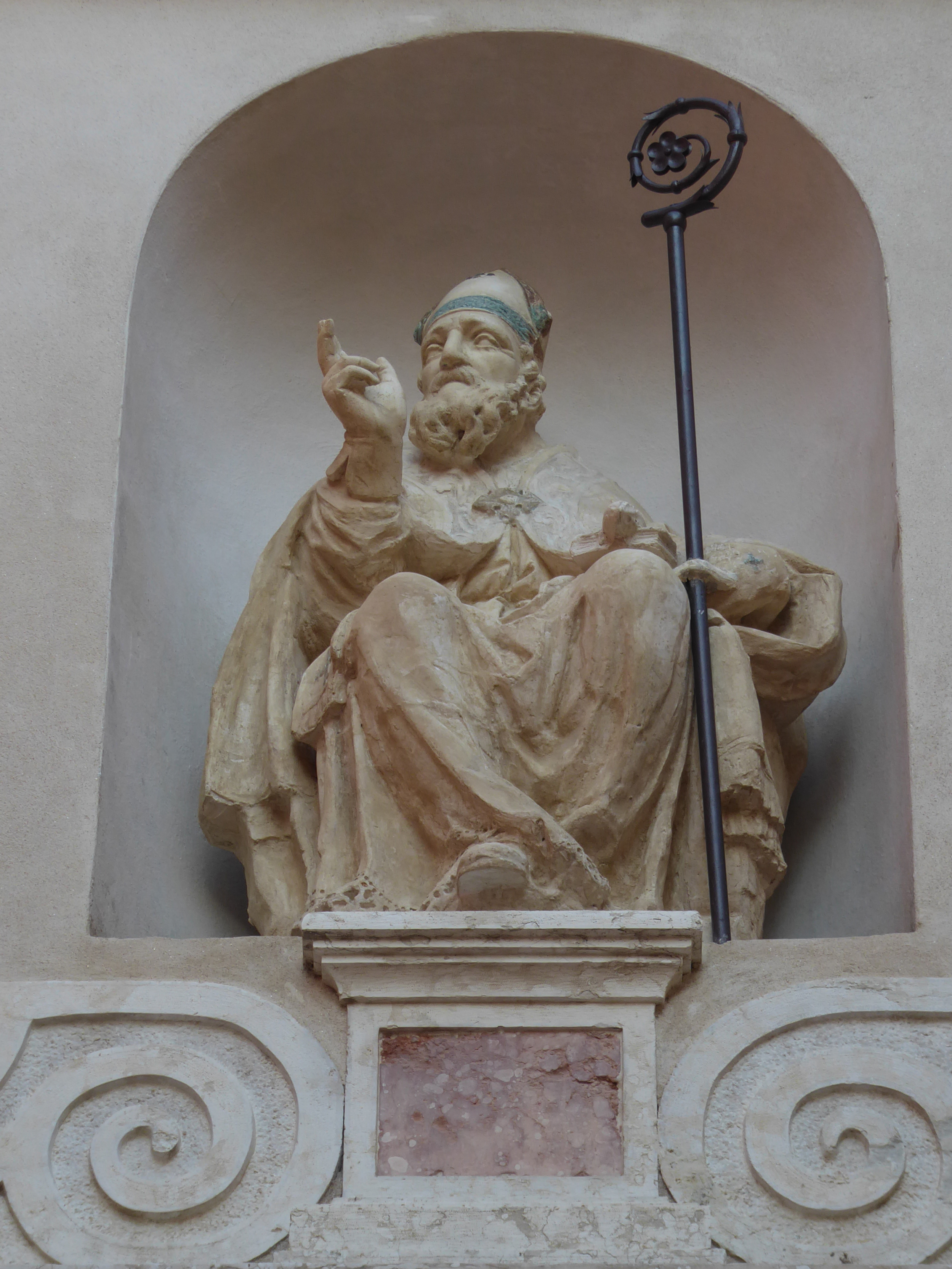
Statua del santo titolare sulla facciata

La prima citazione documentale di un luogo di culto a Lavis dedicato a Sant'Udalrico risale al 1240. La dedicazione al vescovo della Baviera è quasi certamente legato alle maestranze di quella regione che si erano stabilite nel territorio anche se una delle leggende legate al santo racconta che Ulrico di Augusta sia morto proprio a Lavis. Sino al 1299 Lavis fu legata alla prepositura di San Michele all'Adige ed al convento di San Lorenzo di Trento.
A partire dalla seconda metà del XV secolo la piccola cappella originaria divenne oggetto di ampliamenti e ricostruzioni. Col tempo infatti l'abitato di Lavis superò per importanza il vicino Pressano e serviva un luogo di culto adatto alle esigenze dell'accresciuto numero di fedeli. Venne edificata la torre campanaria, e a tali lavori probabilmente furono chiamate le stesse maestranze che avevano lavorato alla chiesa di San Felice da Nola.
Durante una visita pastorale del 1579 la chiesa venne descritta con tre altari consacrati (l'altar maggiore dedicato a Sant'Udalrico), col tabernacolo per la conservazione dell'Eucaristia, col fonte battesimale, la canonica ed un camposanto. Tuttavia venne anche giudicata di dimensioni troppo ridotte. Negli ultimi anni del XVI secolo quindi la chiesa venne ulteriormente ampliata demolendo parte dell'antica costruzione. Venne elevata a dignità curiaziale dal 1594, proseguirono altri lavori di completamento, come l'erezione della nuova sacrestia. La solenne consacrazione del rinnovato luogo di culto fu celebrata nel 1600 e quattro anni più tardi la torre campanaria venne sopraelevata.
Nei primi decenni del XVIII secolo vennero effettuati vari interventi sulle coperture del tetto sia della chiesa sia della torre campanaria e nella seconda metà del secolo venne realizzato l'ultimo importante ampliamento della chiesa. Il cantiere aprì nel 1750 ed iniziò una ricostruzione radicale, in alcune parti dalle fondamenta. Vi furono lentezze dovute alla scarsità di fondi e alla necessità di salvare parti dell'antica struttura e di conservarne i modelli e finalmente nel 1776 l'antico edificio fu completamente demolito ad eccezione di presbiterio e parte della torre campanaria. La nuova chiesa venne conclusa e quindi benedetta nel 1777.
Durante il XIX secolo proseguirono lavori di completamento e la sacrestia venne arricchita di decorazioni. Nel 1833 Francesco Saverio Luschin, vescovo di Trento, celebrò la sua solenne consacrazione e due anni dopo venne elevata a dignità parrocchiale. Fecero seguito altri lavori sulla torre campanaria e di protezione contro le infiltrazioni di umidità, inoltre vennero decorate ancora varie parti dell'interno.
Nel XX secolo divenne sede di decanato (nel 1901) e a partire dal 1905 fu oggetto di nuovi interventi restaurativi. Furono sostituite le vetrate della sala, ritinteggiate sala e presbiterio, decorate le paraste e rinnovati gli affreschi sulle volte.
Nel 1926 divenne chiesa arcipretale.
Nella seconda metà del secolo, a più riprese, fu oggetto di numerosi interventi. Indagini svolte nel 2008 con georadar hanno scoperto sotto l'edificio locali voltati e riempiti con detriti risalenti alle strutture precedenti. L'ultimo intervento di restauro conservativo si è concluso nel 2014 ed ha comportato lavori sulle decorazioni ad affresco, consolidamento strutturale, revisione delle coperture e rifacimento degli intonaci in vari punti, compresa la facciata.